# Мальчишник (фильм, 1957)
«Мальчишник» ({{lang-en|The Bachelor Party) — американский фильм 1957 года режиссёра Делберт Манн по сценарию Пэдди Чаефски.

## Сюжет
Пятеро друзей встречаются на ночь в городе, чтобы отпраздновать предстоящую свадьбу одного из них. По мере того, как ночь проходит и выпивка начинает сказываться, они становятся более доверительными в выражении своих забот и надежд.

## В ролях
- Дон Мюррей — Чарли Сэмсон
- Э. Г. Маршалл — Вальтер
- Джек Уорден — Эдди Уоткинс
- Филип Эбботт — Арноль Крейг
- Ларри Блайден — Кеннет
- Кэролин Джонс — экзистенциалистка
- Патриция Смит — Хелен Сэмсон, жена Чарли
- Нэнси Маршан — миссис Джулия Сэмсон, сестра жены

## Критика
Кинокритик Босли Краузер в рецензии в газете «Нью-Йорк таймс» написал об этом фильме:

Мистер Чаефски в своем сценарии и Делберт Манн в режиссуре этого фильма сделали его восхитительно забавным и компенсирующим по ходу действия. Для самых острых откровений пустоты и страха они обеспечили веселые взрывы в духе трагикомедии.
Как указано на сайте Американский институт киноискусства, после выхода «Мальчишника» критики назвали его еще более суровым и интересным, чем «Марти» — дебютного фильма режиссёра Делберта Манна, взявшего и «Оскар» и «Золотую пальмовую ветвь». Этот фильм тоже был выбран в качестве одного из четырех американских фильмов для показа на Каннском кинофестивале.

## Фестивали
- номинация на премию «Оскар» (1958) в категории «За лучшую женскую роль второго плана» — актриса Кэролин Джонс;
- номинация на премию «BAFTA» (1958) в категории «Лучший фильм»;
- номинация на Золотую пальмовую ветвь Каннского кинофестиваля (1957).